# The Other Side (Godsmack)
The Other Side è il primo EP della band alternative metal Godsmack, pubblicato nel 2004.
Rispetto agli altri lavori, tutte le canzoni contenute sono in versione acustica.
Le tracce sono 7 (di cui 3 inedite) per una durata complessiva di 30 minuti.

## Tracce
1. Running Blind
2. Re-Align
3. Touché
4. Voices (inedita)
5. Keep Away
6. Spiral (inedita)
7. Asleep (inedita)